# Stadtmuseum Kassel

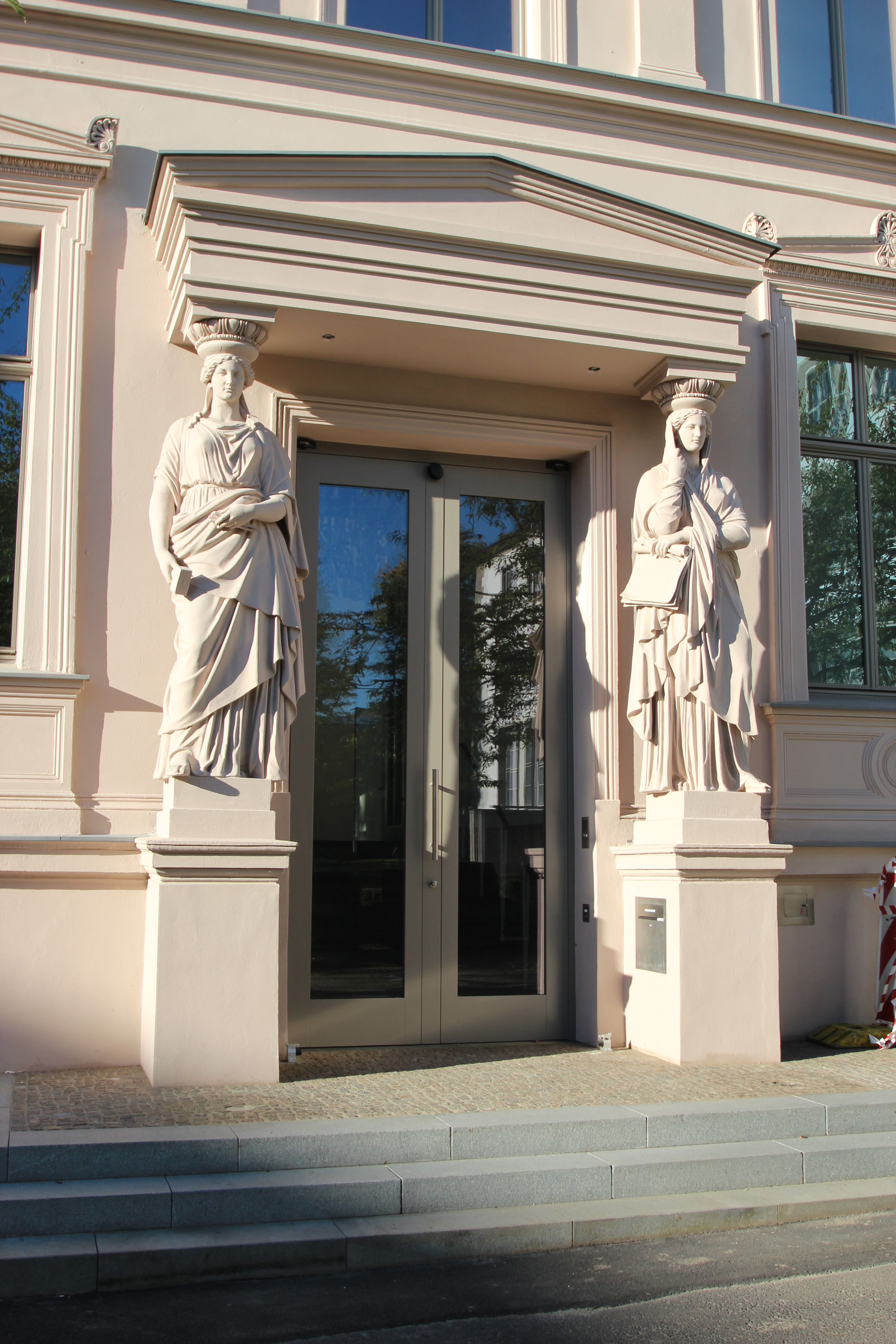
Das Eingangsportal, September 2015

Das Stadtmuseum Kassel beschäftigt sich mit der Geschichte der nordhessischen Stadt Kassel. Nach Umbauarbeiten und einer Neukonzeption der Dauerausstellung seit 2010 wurde es am 18. Juni 2016 wiedereröffnet.

## Geschichte

### Vorgängereinrichtungen
Den Wunsch der Bevölkerung nach einem Museum für die Kasseler Stadtgeschichte hatte es bereits seit dem 19. Jahrhundert gegeben. Daher gab es seitdem immer wieder Bestrebungen, dem mit einzelnen Sammlungen zu entsprechen. Diese waren allerdings nicht in einem Museum vereinigt, sondern sie verteilten sich auf eine ganze Reihe von Ausstellungen im Stadtgebiet. So gab es eine Kassel-Sammlung im neuen Rathaus, eine Ausstellung im Kunstgewerbemuseum am Friedrich-Wilhelm-Platz (dem späteren Scheidemannplatz) und weitere in der Murhardschen Bibliothek, dem Marstall und im Bose-Museum in der Luisenstraße. Diese Sammlungen wurden im Laufe der Zeit aufgelöst und teilweise in das Hessische Landesmuseum eingegliedert.

### Gründung
Mitte der 1970er Jahre kam erneut die Idee in der Bevölkerung auf, ein Stadtmuseum einzurichten. Die Ursache hierfür waren Berichte, nach denen die Magazine des Hessischen Landesmuseums inzwischen so sehr mit Exponaten gefüllt gewesen waren, dass nur noch ein Bruchteil davon überhaupt in den Ausstellungen des Landesmuseums gezeigt werden konnte. Offiziell beschlossen wurde die Einrichtung eines Stadtmuseums zwei Jahre später, als sich die Stadtverordneten in ihrer Sitzung am 3. Juli 1978 darauf einigten. Im selben Jahr wurde die Bevölkerung dazu aufgerufen, dem noch gar nicht gegründeten Museum bereits Exponate zu stiften und Geld zu spenden. Die gestifteten Exponate sollten vorläufig beim Stadtarchiv im Marstall abgegeben werden, da es zu diesem Zeitpunkt an anderen Möglichkeiten fehlte, die zukünftigen Ausstellungsstücke sachgerecht zu deponieren. Auch die Stelle des zukünftigen Museumsleiters war schon im städtischen Etat eingeplant worden. Favorisiert wurde der Vorsitzende des Kasseler Vereins für hessische Geschichte und Landeskunde, Karl-Hermann Wegner, der die Stelle Anfang Februar 1979 antrat und in dieser Position bis zu seiner Pensionierung 2006 blieb.
Entscheidend für die erfolgreiche Einrichtung eines Stadtmuseums war die Suche nach einem geeigneten Standort. Ende 1978/Anfang 1979 fiel der Fokus auf das denkmalgeschützte Karlshospital, das im Zweiten Weltkrieg durch Bomben fast bis auf die Außenmauern zerstört worden war. Seit dem Krieg stand das Gebäude leer, sodass es genügend Möglichkeiten bot, hier ein Museum von Grund auf neu zu erschaffen. Für die geplanten Bauarbeiten wurde eine Summe von 4,5 Mio. D-Mark veranschlagt, die unter anderem zu einem Drittel aus dem Investitionsfonds des Landes Hessen beglichen werden sollte, sowie auch mit Geldspenden aus der Bevölkerung. Bis zur documenta 7 1982, wo es als Ausstellungsort dienen sollte, wollte man das Karlshospital so weit instand setzen, dass das Stadtmuseum dann 1984 oder 1985 hätte einziehen können. Für die Dauer der Bauarbeiten wurde 1979 die vorläufige Verwaltung des Museums im 1869–1871 erbauten Kulturhaus am Ständeplatz 16 eingerichtet. Im Juni 1980 genehmigte der Magistrat der Stadt dann offiziell den Wiederaufbau des Karlshospitals. Geplant war hierbei der Einbau einer Wärmepumpe, die die Energie zum Heizen des Gebäudes aus dem Wasser der vorbeifließenden Fulda gewinnen sollte. Auch war inzwischen beschlossen worden, dass neben dem Stadtmuseum auch das Stadtarchiv in das Karlshospital einziehen sollte. Trotzdem zogen sich die Pläne für die Einrichtung weiter hin und auch kam es immer wieder zu Diskussionen in der Stadtverwaltung, ob man mit dem Karlshospital wirklich den richtigen Standort gefunden hatte. So wurden unter anderem Entwürfe vorgestellt, nach denen das Stadtmuseum in der Alten Brüderkirche oder der Garnisonkirche eingerichtet werden könnte.

### Eröffnung
Da die geplanten Bauarbeiten am Karlshospital wegen fehlender Finanzierung auch 1982 noch nicht begonnen hatten und die provisorischen Räume des Stadtmuseums am Ständeplatz inzwischen keinen ausreichenden Platz mehr für die unzähligen Exponate boten, wurde im Stadtparlament diskutiert, ob es nicht möglich sei, dem Museum in den bereits bezogenen Örtlichkeiten mehr Raum zur Verfügung zu stellen. Beschlossen wurde, dass die im selben Gebäude am Ständeplatz untergebrachte „Amerikanische Bibliothek“ woanders hinziehen müsse. Sie wurde letztendlich in die Stadtbücherei im Rathaus eingegliedert. Am 21. Oktober 1983 konnten dann die ersten drei Ausstellungsräume des Stadtmuseums im Kulturhaus am Ständeplatz eröffnet werden. Trotzdem war die geplante Einrichtung des Museums im Karlshospital noch nicht aufgegeben worden. Inzwischen waren die voraussichtlichen Kosten aber auf 9 Mio. D-Mark angestiegen, die wiederum nicht zur Verfügung standen. 1985 und 1986 kam es dann erneut zu Diskussionen um den endgültigen Standort des Stadtmuseums. Neben den möglichen Gebäuden Karlshospital, Garnisonkirche und Renthof wurde nun auch noch der Marstall vorgeschlagen. Bis Ende 1986 sollte eine Lösung gefunden werden, die dann auch finanzierbar sein musste. Denn sowohl Karlshospital als auch Garnisonkirche waren Ruinen und somit vor einem Einzug des Museums von Grund auf zu sanieren. Für die Garnisonkirche wurden dabei im Januar 1986 Kosten von etwa 12,5 Mio. D-Mark (ohne die zusätzlichen Kosten für das private Grundstück) veranschlagt. Der provisorische Standort am Ständeplatz wurde zu diesem Zeitpunkt abgelehnt, da ihm fehlende Erweiterungsmöglichkeiten und eine zu geringe Nutzfläche unterstellt wurden.

### Endgültiger Standort
Im Dezember 1986 wurde endgültig entschieden, dass das Stadtmuseum in seinem provisorischen Standort am Ständeplatz bleiben solle. Das Museum verfügte damit allerdings noch nicht über ausreichende Räumlichkeiten. Daher wurde zusätzlich beschlossen, dass das eine ganze Etage belegende documenta-Archiv ausziehen solle. Beim Anfang 1986 gegründeten Verein der Freunde des Stadtmuseums sorgte dies für einigen Unmut, da sich der Verein für den Standort Garnisonkirche eingesetzt hatte. Dieser scheiterte letztendlich an der Finanzierung. Anfang 1993 zog der noch im Kulturhaus angestammte Kasseler Kunstverein in das Fridericianum, wodurch die bislang noch vom Verein belegten Räumlichkeiten nun dem Stadtmuseum zur Verfügung gestellt wurden. Am 6. Oktober wurde die Dauerausstellung des Museums durch einen dauerhaften Bereich zur Kasseler Geschichte von 1900–1950 erweitert, nachdem das 20. Jahrhundert bis zu diesem Zeitpunkt aus Platzmangel nur in Sonderausstellungen behandelt werden konnte. Am 5. Mai 2001 wurde das Stadtmuseum mit einer eigenen Haltestelle an das Nahverkehrsnetz der Kasseler Verkehrs-Gesellschaft angeschlossen.

### Erste Sanierung
Von September 2001 bis Mai 2002 wurde das Stadtmuseum für umfangreiche Sanierungs- und Umbaumaßnahmen geschlossen. Dabei wurden im Zuge des Einbaus eines Fahrstuhls Reste eines historischen Ziegelgewölbes im Keller entdeckt. Die Maßnahmen wurden zum Anlass genommen, über einen Erweiterungsbau hinter dem Museumsgebäude zu diskutieren. Ab 2005 wurden die Planungen zu einer Erweiterung des Museums konkreter. In Betracht gezogen wurde entweder eine Aufstockung des Gebäudes oder ein Anbau auf einem der Nachbargrundstücke. Dazu sollte bis 2008 eine Million Euro von der Stadt zur Verfügung gestellt werden. Im Juli 2006 ging der seit Gründung des Stadtmuseums im Amt befindliche Leiter Karl-Hermann Wegner in den Ruhestand. Seine Stelle übernahm zum 1. Januar 2007 Cornelia Dörr. 2008 wurden im Rahmen eines städtischen Masterplans zur Weiterentwicklung der kulturellen Einrichtungen erneut Überlegungen aufgestellt, wie das Stadtmuseum ausgebaut werden könne. Das Gebäude sollte ein drittes Obergeschoss erhalten, der dreieckige Innenhof sollte überbaut werden und der vom Ständeplatz wegführende Gebäudeflügel sollte verlängert werden. Für diese Maßnahmen wurden 9,2 Mio. Euro veranschlagt. Bis 2012 sollten die Erweiterungen abgeschlossen sein. Nach einem Architektenwettbewerb wurde im Oktober 2009 der endgültige Entwurf für die Erweiterung des Museums vorgestellt. Am Ende des vom Ständeplatz wegführenden Gebäudeflügels sollte ein Turmanbau entstehen, der die Nutzfläche für Ausstellungen von 650 auf 1100 Quadratmeter erhöhen sollte. Verantwortlich dafür war das Berliner Architektenbüro Hufnagel/Pütz/Rafaelian. Bis zur 1100-Jahr-Feier der Stadt Anfang 2013 sollten die Bauarbeiten abgeschlossen sein, wobei Kosten von 7,5 Mio. Euro eingeplant waren.

### Zweite Sanierung und Erweiterungsbau
Nachdem die Erweiterung des Museums beschlossen worden war, wurde das Museum geschlossen und bis Ende März 2010 leergeräumt. Die Exponate kamen überwiegend in die Museumsmagazine; ein kleiner Teil, darunter Fotoarchiv und Bibliothek, wurde dagegen in der benachbarten Wilhelmsstraße in die sogenannte Schaustelle überführt und war dort für die Öffentlichkeit weiter zugänglich. Die Schaustelle diente außerdem als Ort von Veranstaltungen und Sonderausstellungen. Die geplante Wiederöffnung des Museums im Februar 2013 wurde verschoben, da bei den Bauarbeiten immer wieder Schwierigkeiten auftraten. Vor allem Feuchtigkeit und der instabile Untergrund erforderten umfangreiche Sanierungs- und Sicherungsmaßnahmen. Die Eröffnung wurde deswegen Ende 2011 auf September 2013 verschoben. Anfang 2012 wurden für die Baumaßnahmen weitere 900.000 Euro zur Verfügung gestellt. Außerdem wurde ein Planungsbüro aus Leipzig mit der Konzeption der neuen Dauerausstellung beauftragt.
Ende März 2012 wurde der Grundstein für den Erweiterungsbau gelegt und von dem ehemaligen Museumsleiter Wegener und seiner Nachfolgerin Cornelia Dörr eine Zeitkapsel in die Wand des Museumsgebäudes eingemauert. Aufgrund von Schwierigkeiten während der Bauarbeiten verzögerte sich die für September 2013 geplante Wiedereröffnung des Museums erneut. Verantwortlich dafür waren unvorhersehbare Mängel in der kurz nach dem Zweiten Weltkrieg entstandenen Bausubstanz sowie die beengten Verhältnisse bei den Bauarbeiten, die während des laufenden Betriebs der umliegenden Gebäude und eines Parkhauses stattfinden mussten. Im November 2012 wurde bekannt, dass während der Bauarbeiten Asbest- und Dioxin-Belastungen festgestellt worden waren, die zusätzliche Sanierungsmaßnahmen erforderten. Dadurch erhöhten sich die Kosten um weitere 1,6 Mio. Euro. Im Juli 2013 trennte sich die Stadt vom Architektenbüro Hufnagel, da dieses die aufgetretenen Schäden in der Bausubstanz, die Schadstoffbelastungen und die damit verbundene Verteuerung der Baumaßnahmen der Stadt zu spät gemeldet hatte. Die Arbeiten wurden in der Folge vom Kasseler Architektenbüro Sprengwerk übernommen. Auch erhöhten sich die Kosten erneut.

### Wiedereröffnung

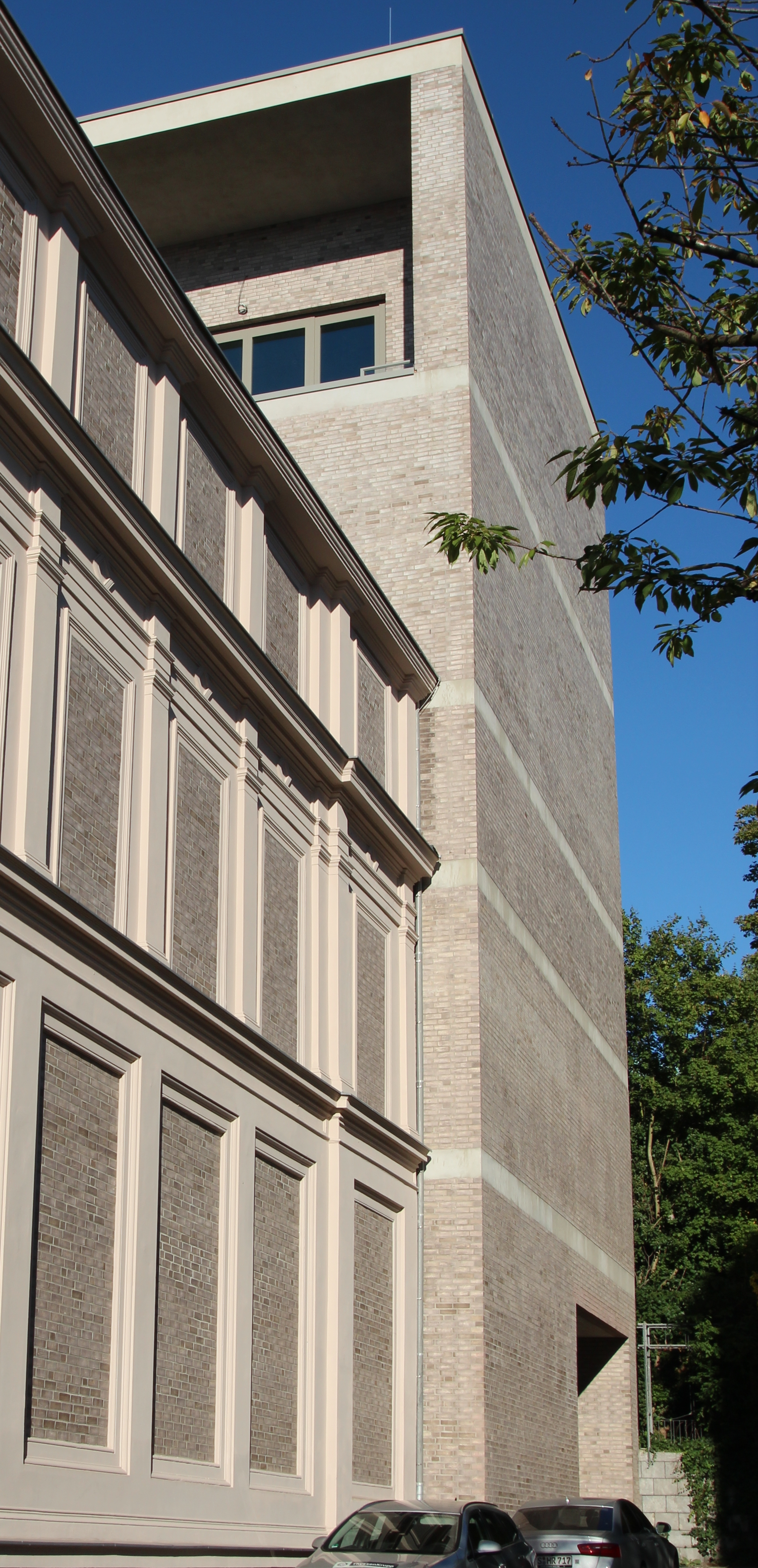
Der von 2010 bis 2014 errichtete Turmanbau

Am 6. Dezember 2013 konnte das Richtfest gefeiert werden. Durch den Ergänzungsbau und die weiteren Umbaumaßnahmen hat sich die Nutzfläche auf 1920 Quadratmeter erhöht. Allerdings stiegen die Kosten auch bis auf 11,9 Mio. Euro. Um diese Summe begleichen zu können, wurde teilweise auf teure Baustoffe und Umbauten verzichtet. Von August 2014 bis März 2015 zog die Schaustelle des Museums zurück in das Kulturhaus am Ständeplatz. Ende 2014 waren alle Außenarbeiten und der Bau des Turmes abgeschlossen. Seitdem wurde das Museum im Inneren auf den Wiedereinzug der Dauerausstellung vorbereitet. Mitte 2015 wurden das Naturkundemuseum im Ottoneum und das Stadtmuseum in der gemeinsamen Abteilung „Städtische Museen“ zusammengefasst. Die Leitung der Abteilung übernahm der bisherige Leiter des Naturkundemuseums, Kai Füldner. Im August 2015 wurde vom Hessischen Wissenschafts- und Kunstminister Boris Rhein eine zusätzliche finanzielle Unterstützung von 700.000 Euro gewährt, mithilfe derer das Museum am 18. Juni 2016 wiedereröffnet wurde. Noch vorher wurde bereits von Ende Oktober 2015 bis Mitte Februar 2016 im neuen Turmanbau unter dem Titel „Utopie documenta“ eine Ausstellung zu unveröffentlichten documenta-Projekten gezeigt. Für den Zeitraum kurz vor bis kurz nach der Eröffnung der neuen Dauerausstellung (April bis September 2016) zeigte das Stadtmuseum eine Sonderausstellung mit Fotos aus Nachlass der Fotografenfamilie Eberth.
Die Dauerausstellung befindet sich in den oberen drei Geschossen des vom Ständeplatz wegführenden Flügels, während die Museumspädagogik und ein Veranstaltungssaal im Keller darunter eingerichtet wurden. Der am Ständeplatz entlangführende Flügel beherbergt Verwaltung und Präsenzbibliothek sowie im Erdgeschoss Museumsshop und Kassenbereich.

## Kulturhaus
Das Stadtmuseum befindet sich seit seiner Gründung 1979 im Kulturhaus (auch Kunsthaus genannt) am Ständeplatz in Kassel-Mitte. Das Gebäude wurde nach einem Entwurf von Albert Scholtz in den Jahren 1869–1871 errichtet und später mehrfach umgebaut. Die Eröffnung durch die Kunsthausgesellschaft fand am 27. Dezember 1871 unter der Anwesenheit von 130 Ehrengästen statt. In den Folgejahren stellte sich heraus, dass die Mieteinnahmen, die durch die Nutzung des Gebäudes durch örtliche Vereine entstehen sollten, nicht für die Auszahlung der Dividenden an die Aktionäre der Kunsthausgesellschaft ausreichten. Daher wurde 1876 der Stadt nach einem Aktionärsbeschluss der Kauf des Gebäudes vorgeschlagen. 1877 einigte man sich darauf, dass das Gebäude gegen Übernahme der Schulden der Kunsthausgesellschaft in den städtischen Besitz übergehen sollte. Um die Nutzungsfläche zu erhöhen, ließ die Stadt ein weiteres Stockwerk aufsetzen und richtete im Gebäude eine Schule ein. Der Kunstverein durfte allerdings weiterhin einige Räume für Ausstellungen nutzen.
1907 wurde das Gebäude umgebaut. Dabei erhielt es eine elektrische Beleuchtung, die dafür sorgte, dass die Ausstellungen auch abends bei Dunkelheit zugänglich wurden. Im Mai 1935 wurde das Gebäude anlässlich der 100-Jahr-Feier des Kunstvereins diesem von der Stadt feierlich zum Geschenk gemacht. Damit stand das Kunsthaus wieder vollständig für Ausstellungen zur Verfügung. Im November 1939 wurde das Kunsthaus vom Ernährungs- und Wirtschaftsamt besetzt, sodass es fortan nicht mehr für Ausstellungen genutzt werden konnte. Durch Bombenangriffe während des Zweiten Weltkrieges wurde das Kunsthaus bis auf die Außenfassade völlig zerstört. Wiederhergestellt wurde das Gebäude in den Jahren 1953–1955, wobei unter anderem ein heute noch erhaltenes Treppenhaus im Stile der 1950er Jahre eingebaut wurde. Von 2010 bis 2016 wurde das Gebäude grundsaniert und umgebaut (siehe dazu den Abschnitt Zweite Sanierung und Erweiterungsbau).

## Ausstellungen

### Dauerausstellung
Im sogenannten KasselFoyer im Erdgeschoss neben dem Empfangstresen und Museumsshop werden schon vor dem Betreten der eigentlichen Ausstellung Exponate gezeigt. Dieser Gedächtnisspeicher umfasst Ausstellungsobjekte, die dem Besucher die Geschichte Kassels mittels verschiedener Tonaufzeichnungen bereits einmal näherbringen.
Die neue Dauerausstellung ist in drei Abschnitte unterteilt. Der erste im Erdgeschoss mit dem Titel „Die Residenzstadt Kassel“ – von den Anfängen bis zum 18. Jahrhundert umfasst den Zeitraum von der ersten urkundlichen Erwähnung im Frühmittelalter bis zum Ende des 18. Jahrhunderts. Der zweite Abschnitt „Der Aufstieg des Bürgertums“ – 19. Jahrhundert im ersten Stock behandelt das 19. Jahrhundert und schließt mit der Großstadtwerdung 1899/1900. Zur Illustrierung der Geschichte dieses Jahrhunderts wurde über die gesamte Länge der Abteilung eine Wandzeitung mit darin eingebetteten Gemälden angebracht. Der dritte Bereich „Krieg und Frieden“ – 20. Jahrhundert im Dachgeschoss beschäftigt sich mit dem Ersten Weltkrieg, der Zeit des Nationalsozialismus, dem Wiederaufbau und der deutschen Wiedervereinigung.

### Sonderausstellungen
Der neue Turmanbau dient als Sonderausstellungsfläche. Hierzu sind drei Räume eingerichtet worden, von denen sich zwei an die Dauerausstellungsräume im ersten und zweiten Stock anschließen. Der dritte Raum liegt höher als der Gebäudeteil mit der Dauerausstellung und unter dem neuen Veranstaltungsraum KasselBlick, von dessen Balkon aus eine weitläufige Aussicht auf die Stadt möglich ist.

## Veröffentlichungen
Von 1992 bis 2002 wurden die Schriften des Stadtmuseums Kassel im Marburger Jonas Verlag veröffentlicht. Davon unabhängig wurden einzelne Titel zur Kasseler Stadtgeschichte herausgegeben. Zweimal jährlich erscheint seit 2004 der Blickpunkt Stadtmuseum der Freunde des Stadtmuseums.